# Johann Wolfgang von Goethe
Johann Wolfgang (von) Goethe (spreek uit als: [ˈgøːtə]) (Frankfurt am Main, 28 augustus 1749 – Weimar, 22 maart 1832) was een Duits wetenschapper, toneelschrijver, romanschrijver, filosoof, dichter, natuuronderzoeker en staatsman. Goethe was de schrijver van onder meer Faust, Die Leiden des jungen Werthers en Zur Farbenlehre. In 1782 werd hij in de adelstand verheven en mocht hij het voorvoegsel "von" in zijn familienaam gebruiken. Goethe geldt als een van de belangrijkste schrijvers, dichters en denkers van Duitsland.

## Biografie

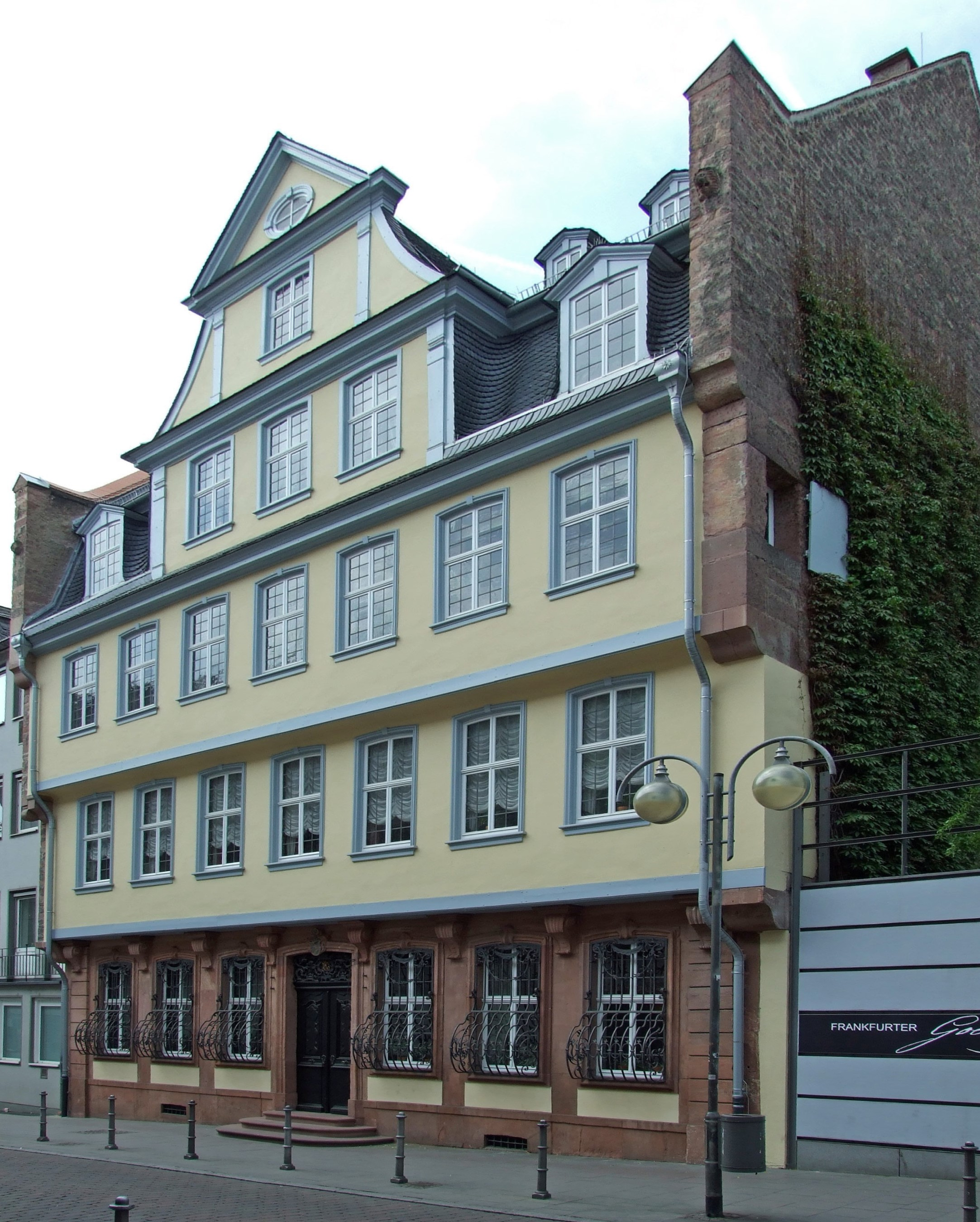
Goethe-Huis, Frankfurt

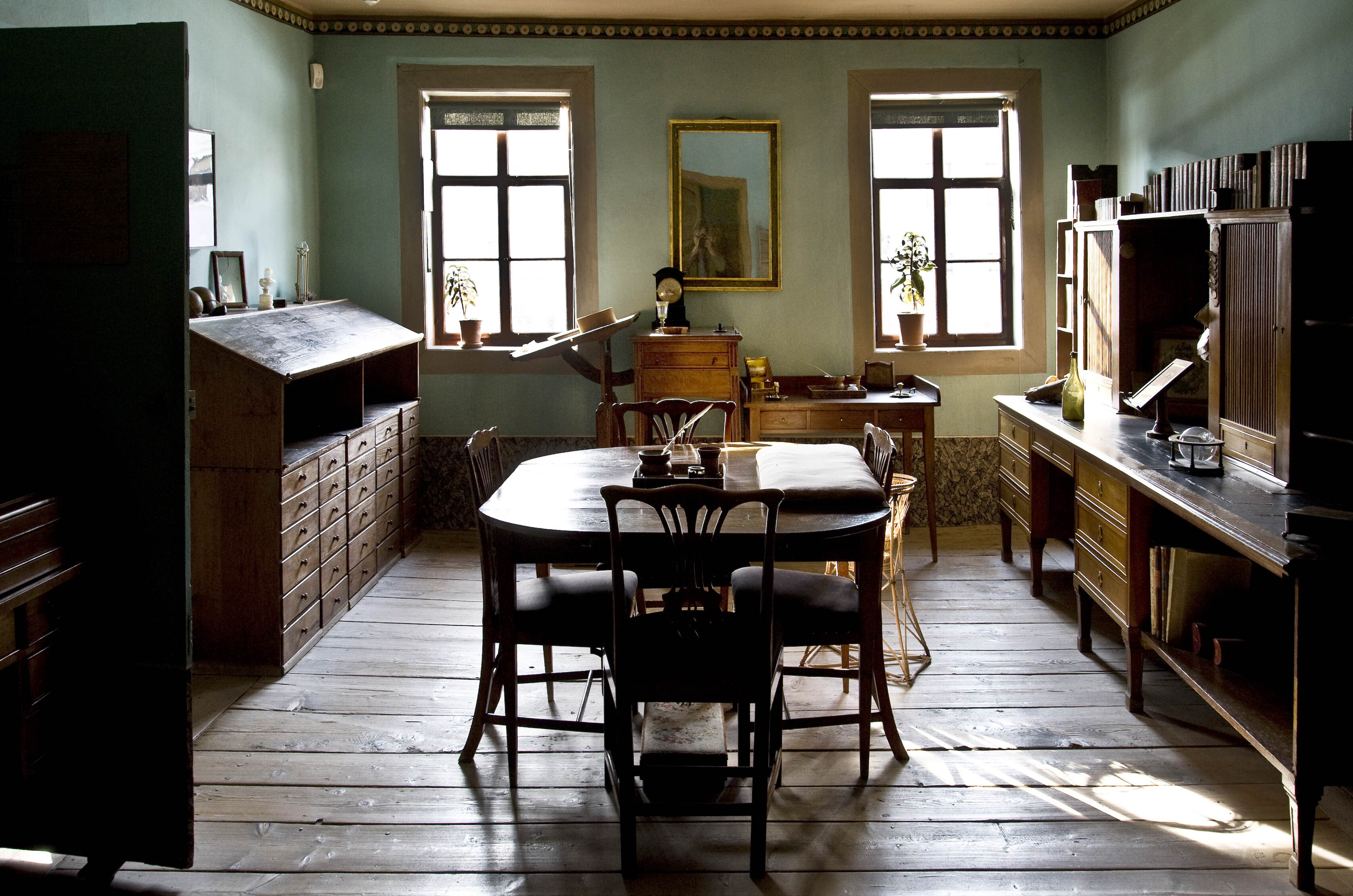
Werkkamer van Goethe in Weimar

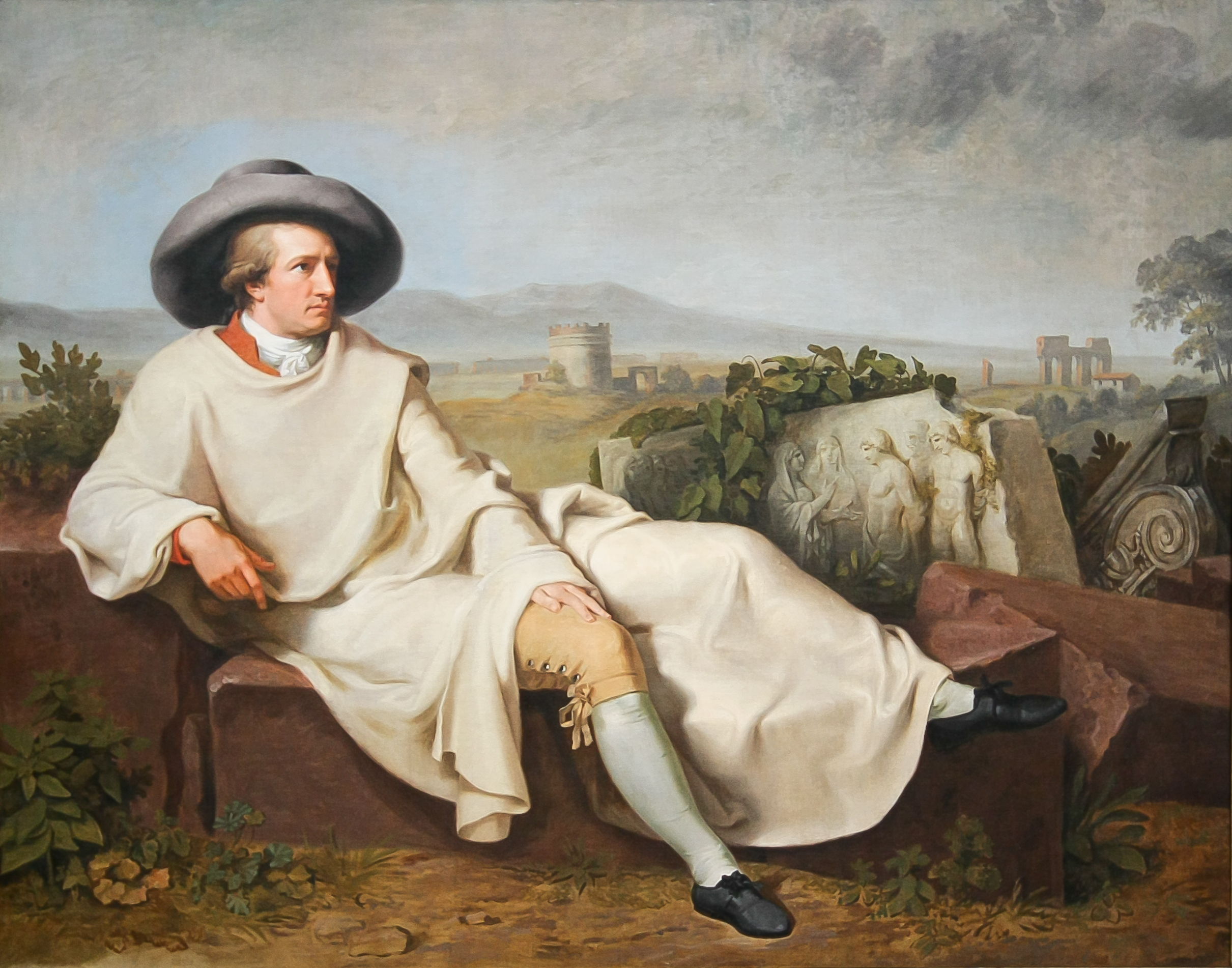
Goethe in Italië, door Tischbein

### Vroege leven (1749-1775)
Goethe werd geboren in Frankfurt am Main als zoon van Johann Caspar Goethe en Catharina Elisabeth Textor die beide uit gegoede en geleerde families kwamen die in hoog aanzien stonden. Zijn vader was gepromoveerd in de rechten en hield de titel Raad van de keizer. Hij zag persoonlijk toe op de vroege ontwikkeling van zijn zoon en dochter, ze kregen uitgebreid onderwijs aan huis. Als 16-jarige begon hij een studie Jurisprudenz aan de universiteit van Leipzig die hij in Straatsburg afmaakte.
Op 21-jarige leeftijd leerde hij via zijn studiemakker Friedrich Leopold Weyland de 18-jarige domineesdochter Friederike Brion uit het dorp Sesenheim (Sessenheim) kennen. Vanaf oktober 1770 ontwikkelde zich een hechte relatie, die Goethe echter in augustus 1771 plots beëindigde: na zijn afstuderen reisde hij gewoon terug naar Frankfurt. Zijn 30 brieven aan Friederike zijn op een na door haar zuster Sophie verbrand. Waarschijnlijk inspireerde deze relatie enkele van de belangrijkste vroege gedichten van Goethe, waaronder Maifest, Willkomm und Abschied en Heidenröslein. Jakob Lenz vervolledigde de collectie vanaf 1772 met eigen bijdragen en het geheel staat nu bekend als de Sesenheimer Lieder.
Vanaf 1771 werkte hij in Frankfurt bij het advocatenkantoor van zijn vader, aanvankelijk bij het Schoffengericht, de lekenrechtbank. Nadat hij de eed had afgelegd als advocaat en als burger van Frankfurt, was hij gekwalificeerd voor representatieve hoge publieke functies. Op advies van zijn vader liep hij in 1772 enkele maanden stage bij het Reichskammergericht in Wetzlar, het hoogste gerechtshof van het Duitse Rijk, maar hij verveelde zich daar en ergerde zich er aan dat er al geruime tijd veel meer zaken binnenkwamen dan er werden afgehandeld.
Eind 1771 is zijn toneelstuk "Götz von Berlichingen" af dat wordt beschreven als een typerend stuk voor de Sturm und Drang beweging. In 1772 begint Goethe's literaire loopbaan met een aanstelling als recensent van een literair tijdschrift.
Te Wetzlar leerde hij via zijn vriend Johann Christian Kestner diens verloofde Charlotte Buff kennen. Met hen ontstond een driehoeksverhouding. Johann en de jonge Wolfgang waren zeer op elkaar gesteld en de drie troffen elkaar bijna dagelijks.

### Goethe in Weimar
Uiteindelijk vormde de onmogelijkheid van een liefdesrelatie met Lotte voor Goethe een zodanige geestelijke last, dat hij Wetzlar de rug toekeerde en op uitnodiging van Karel August, hertog van Saksen-Weimar-Eisenach, in 1775 naar Weimar verhuisde, waar hij de rest van zijn leven - afgezien van enkele jaren in Italië - bleef wonen. Op 26-jarige leeftijd werd hij door de hertog gevraagd deel uit te maken van het Hof van het hertogdom Saksen-Weimar-Eisenach, deze functie behield hij voor de rest van zijn leven. In dienst van de hertog werd hij belast met talloze bestuurlijke taken, uiteindelijk ook als minister. Hiertoe behoorden het beheer van de financiën, de weg- en mijnbouw, het krijgswezen en later ook de leiding van het Hoftheater. Goethe probeerde de schuldenlast af te bouwen en het bestuurlijk apparaat te reorganiseren, het mijnwezen en wegennet uit te bouwen, maar ondervond daarbij veel tegenstand. Goethe droeg bij tot de aanleg en inrichting van Weimars botanische tuin en tot verbouwingen aan het hertogelijk paleis, beide werden in 1998 erkend als UNESCO-Werelderfgoed.
De breuk met Charlotte en Johann en andere emotioneel ingrijpende gebeurtenissen verwerkte Goethe literair in zijn sentimentele en goeddeels fictieve brievenroman Die Leiden des jungen Werthers, dat hij in vier weken schreef en in begin 1774 het licht zag. Deze roman werd in korte tijd in hoge oplages in heel Europa verkocht en maakte Goethe ook buiten Duitsland beroemd. Het werk wordt gezien als het belangrijkste werk van de stroming Sturm und Drang binnen de Duitse literatuur, een beweging die overigens niet moet worden verward met de latere Romantiek.
Verder voltooide Goethe in Weimar zijn autobiografische prozawerk Aus meinem Leben, Dichtung und Wahrheit en zijn meesterwerk Faust (deel twee) (1831).

### Verblijf in Italië (1786-1788)

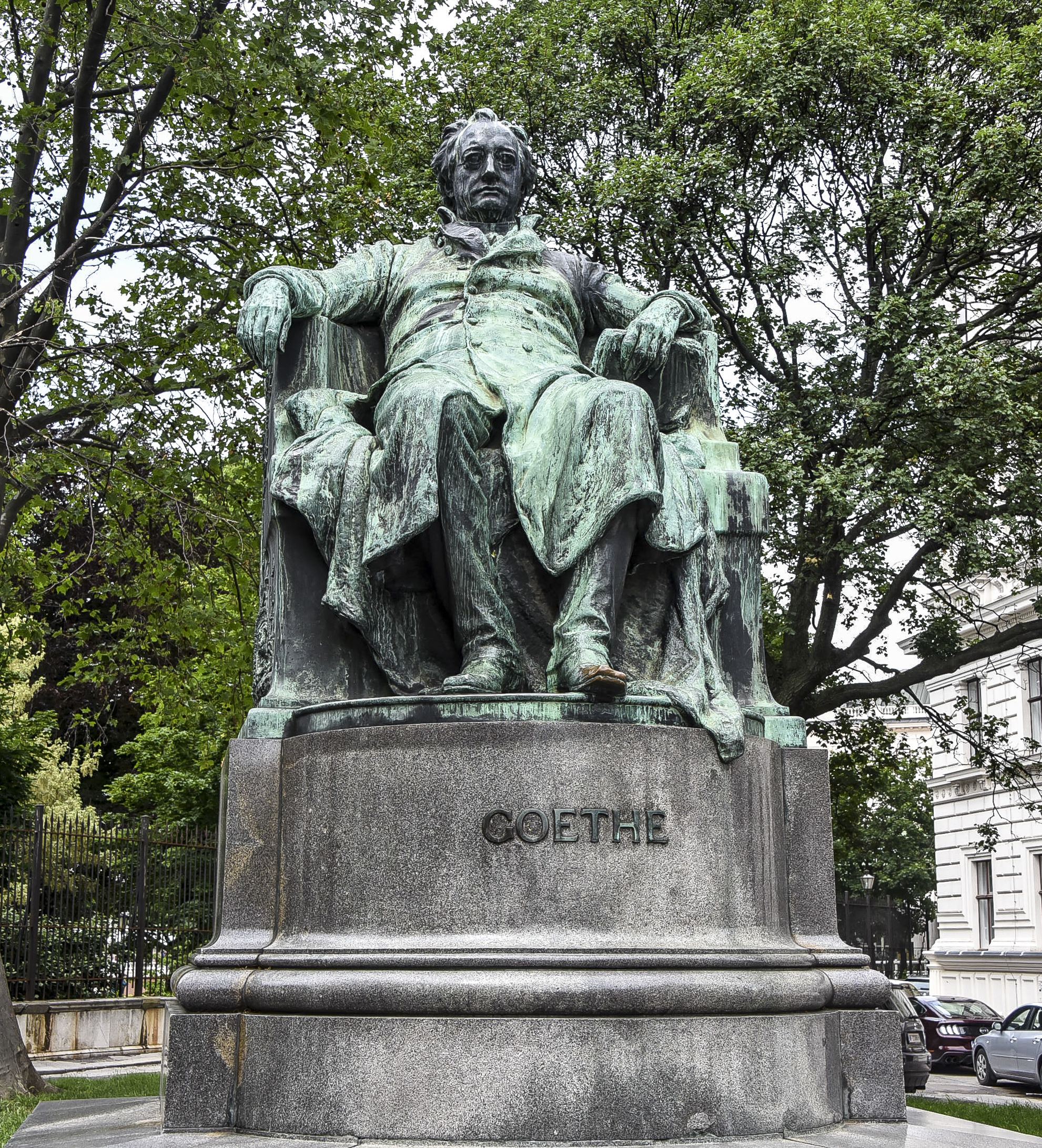
Goethe-monument in Wenen

In september 1786 vertrok Goethe vanuit Karlsbad, waar hij een kuur volgde, in het geheim naar Italië om de werkdruk te ontlopen die hem ervan weerhield creatief te zijn. Wellicht ook om zijn innige relatie met hofdame Charlotte von Stein iets te laten bekoelen. De hertog van Weimar was niet op de hoogte van dit reisplan en zoals blijkt uit Goethes briefwisseling maakte hij zich soms zorgen dat hij zijn betrekking aan het hof van de hertog kon verliezen. Goethe was in heel Europa beroemd als auteur van "Werther" en reisde daarom incognito onder de naam Johann Philipp Möller, om ongedwongen te kunnen reizen. Hij voelde zich na de reis als herboren en voltooide belangrijke werken als Iphigenie auf Tauris (1787), Egmont (1788) en Torquato Tasso (1790).
In die tijd was het maken van een lange reis door Europa door de gegoede klassen en intellectuelen om kennis te maken met andere culturen, bouwwijzen en manieren van denken en werken populair, de zogenaamde grand tour. Goethe reisde naar Verona, Venetië, Pompeï en de eilanden Capri en Sicilië, hij zocht er naar overblijfselen van de klassieke oudheid en was niet zo zeer geïnteresseerd in de renaissance. Tijdens zijn eerste verblijf in Florence bleef hij slechts 3 uren en in Rome verveelde hij zich naar eigen zeggen in de Sixtijnse kapel. Schilderijen van Giotto bekeek hij niet en de grote barokarchitect Bernini, wiens werk overal in Rome te zien was, vermeldt hij slechts één keer in zijn dagboek. De politieke situatie in Italië liet hem onverschillig. Na een verblijf van enkele maanden in Rome reisde Goethe door naar Napels, waar hij de Vesuvius bestudeerde en Pompeï bezocht.
Goethe overwoog schilder te worden, maar stapte later van dat plan af. Zijn observaties en studie van de Italiaanse kleurenrijkdom mondden uit in zijn kleurenleer, die aanmerkelijk afweek van die van Isaac Newton. In april 1787 meende Goethe in Italië de oerplant gevonden te hebben, niet als organisme dat in de natuur terug te vinden was, maar als een abstract wetenschappelijk model. Dit concept leidde Goethe af van de systematiek die Carl Linnaeus had ontwikkeld om het plantenrijk in te delen. In zijn latere leven werd Goethe echter kritisch over zijn eigen oerplantconcept.
In mei 1788 werd hij door de hertog teruggeroepen naar Weimar, omdat deze steun nodig had bij militaire aangelegenheden. Over zijn reis naar Italië schreef hij tussen 1813 en 1817 de Italiaanse reis.

### Vriendschappen en werk in Weimar (1788-1832)
Goethe onderzocht mogelijkheden om de met water volgelopen zilvermijn Ilmenau in Weimar te heropenen zodat met de inkomsten daaruit schulden konden worden afgebouwd. Daartoe vergezelde hij hertog Karel August van Saksen-Weimar in 1790 bij een bezoek aan de zoutmijnen in Wielczka bij Krakau en deed zelf onderzoek in andere mijnen. In 1784 werd een nieuwe schacht feestelijk geopend maar de kosten van winning van koper en zilver bleken in wanverhouding te staan tot de opbrengsten, wat na enkele decennia tot sluiting voerde. Eind 1792, begeleidde Goethe als minister aan het Hof van Saksen-Weimar, de hertog bij het toezicht op de Slag bij Valmy, een drie maanden durende veldslag die deel uitmaakte van de Eerste Coalitieoorlog gevoerd door een bondgenootschap van Europese staten en revolutionair Frankrijk. Zo observeerde hij ook het beleg van Mainz (1793) dat hij beschreef in een fictief dagboek.
De jaren na 1794 werden gekenmerkt door een hechte vriendschap met Friedrich Schiller, die voortduurde tot Schillers dood in 1805. Zij zagen elkaar als geestelijke gelijken, waarvoor zij de term "Homogenialität" ("homogenialiteit") bedachten. Onderwerp van gezamenlijke studie waren onder andere de gebeurtenissen rond de Franse Revolutie en de esthetica in de kunst. Uit deze samenwerking ontwikkelde zich een stijl die wordt aangeduid met de term Weimarer Klassik.
Goethe was bevriend met vele bekende mensen, onder meer de antropoloog Johann Blumenbach, en wetenschapper en staatsman Wilhelm von Humboldt.
In oktober 1806 trouwde Goethe met Christiane Vulpius, nadat hij lange tijd met haar had samengewoond. Hij was haar dankbaar omdat ze, door haar beheerst optreden, hem uit levensgevaar gered had, toen Franse soldaten zijn huis in Weimar plunderden na de Slag bij Jena. Uit deze relatie werden vijf kinderen geboren, van wie alleen August von Goethe (1789-1830) langer leefde dan enkele dagen. In 1808, ontmoette hij te Erfurt de Franse keizer Napoleon Bonaparte, die hem de onderscheiding toekende van het Légion d'honneur.
Vanaf 1794 wijdde Goethe zijn leven hoofdzakelijk aan de literatuur en het afnemen van audiënties in zijn huis te Weimar. In de laatste jaren van zijn leven tekende zijn secretaris Johann Peter Eckermann gesprekken met Goethe op in het beroemd geworden boek Gespräche mit Goethe in den letzten Jahren seines Lebens. Na een leven van buitengewone productiviteit overleed hij op de leeftijd van 82 jaar in Weimar.
Nadat zijn laatste kleinzoon was overleden, vielen zijn werken door erfopvolging in eigendom toe aan Sophie van Oranje-Nassau, de groothertogin van Saksen-Weimar-Eisenach. Zij richtte het Goethe-Schiller-Archiv op.

### Literatuur

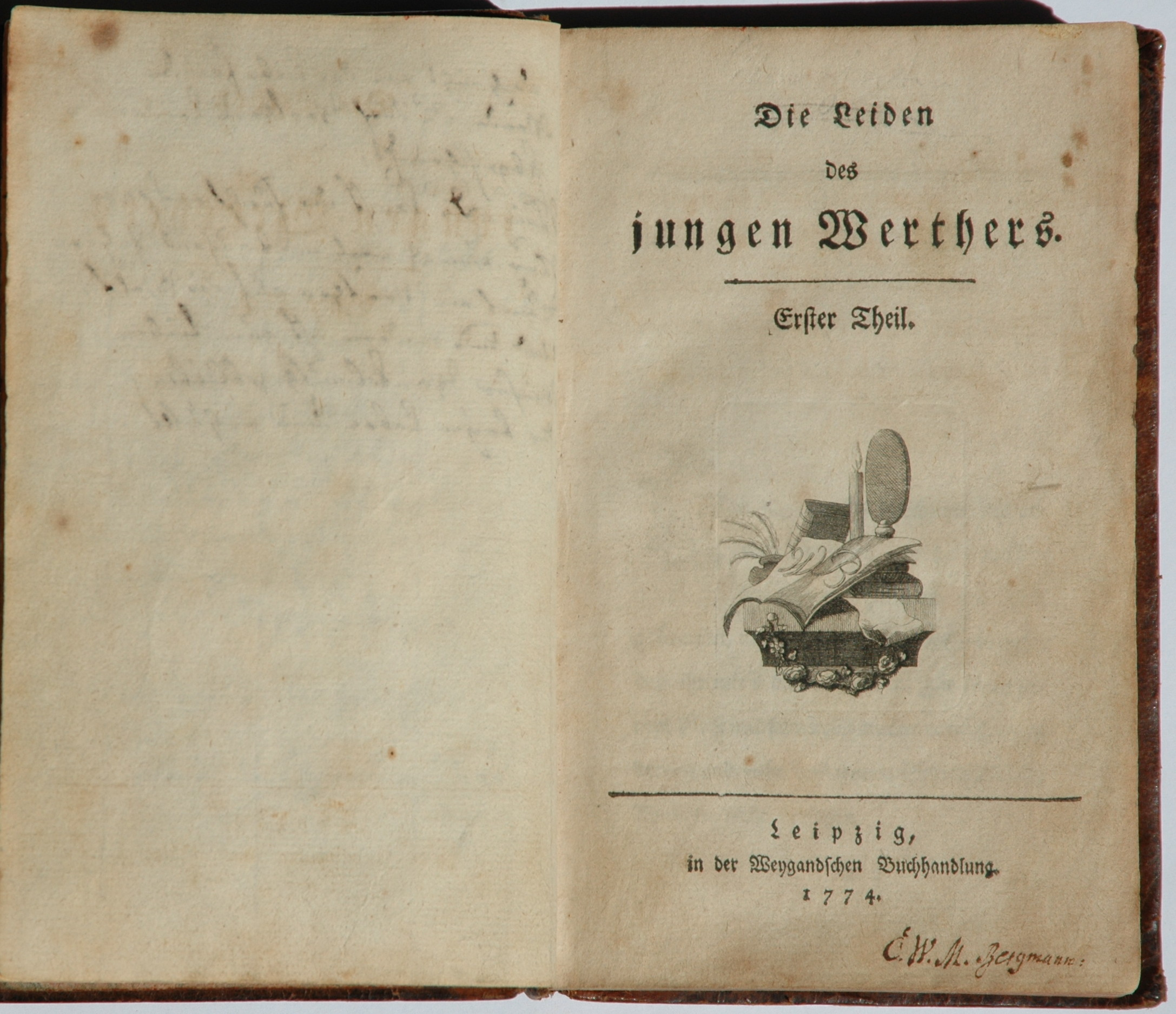
Die Leiden des jungen Werthers

## Belangrijkste werken

### Toneel
Naast een van zijn meest belangrijke werken Faust, schreef Goethe de toneelstukken Iphigenie, Egmont, Torquato Tasso, en Reineke Fuchs. In de periode van zijn vriendschap met Schiller werkte Goethe aan de voortzetting van Wilhelm Meister, de mooie idylle Hermann und Dorothea en Romeinse Elegieën. In de laatste periode, na Schillers dood in 1805, kwam Faust tot stand, Die Wahlverwandtschaften, de autobiografie Dichtung und Wahrheit, Italiaanse Reis, veel wetenschappelijk werk, circa 16000 brieven en een serie verhandelingen over Duitse kunst.
Al in 1772 begon Goethe aan een toneelstuk onder de titel Mahomet, als repliek op François-Marie Arouets (alias Voltaire) Le fanatisme ou Mahomet le Prophète, waarvan echter slechts fragmenten zijn overgeleverd. Het bekendste fragment is het gedicht Mahomets Gesang. In 1799 maakte Goethe een becommentarieerde vertaling van Voltaires drama.

### Poëzie
Een in het Duits vertaalde verzameling (Farsi: diwan, ديوان) Perzische gedichten van de soefi-dichter Hafez (ca. 1320 in Shiraz - ca. 1390) inspireerde Goethe tot het schrijven van zijn West-östlicher Diwan, waarvan Erschaffen und Beleben van 21 juni 1814 het eerste gedicht was.
De Oostenrijkse componist Franz Schubert bewonderde Goethe zeer. Hij zette een groot aantal gedichten van Goethe, waaronder Gretchen am Spinnrade en Erlkönig, op muziek, maar ondervond van Goethe onverschilligheid.

## Wetenschappelijk onderzoek en receptie als wetenschapper

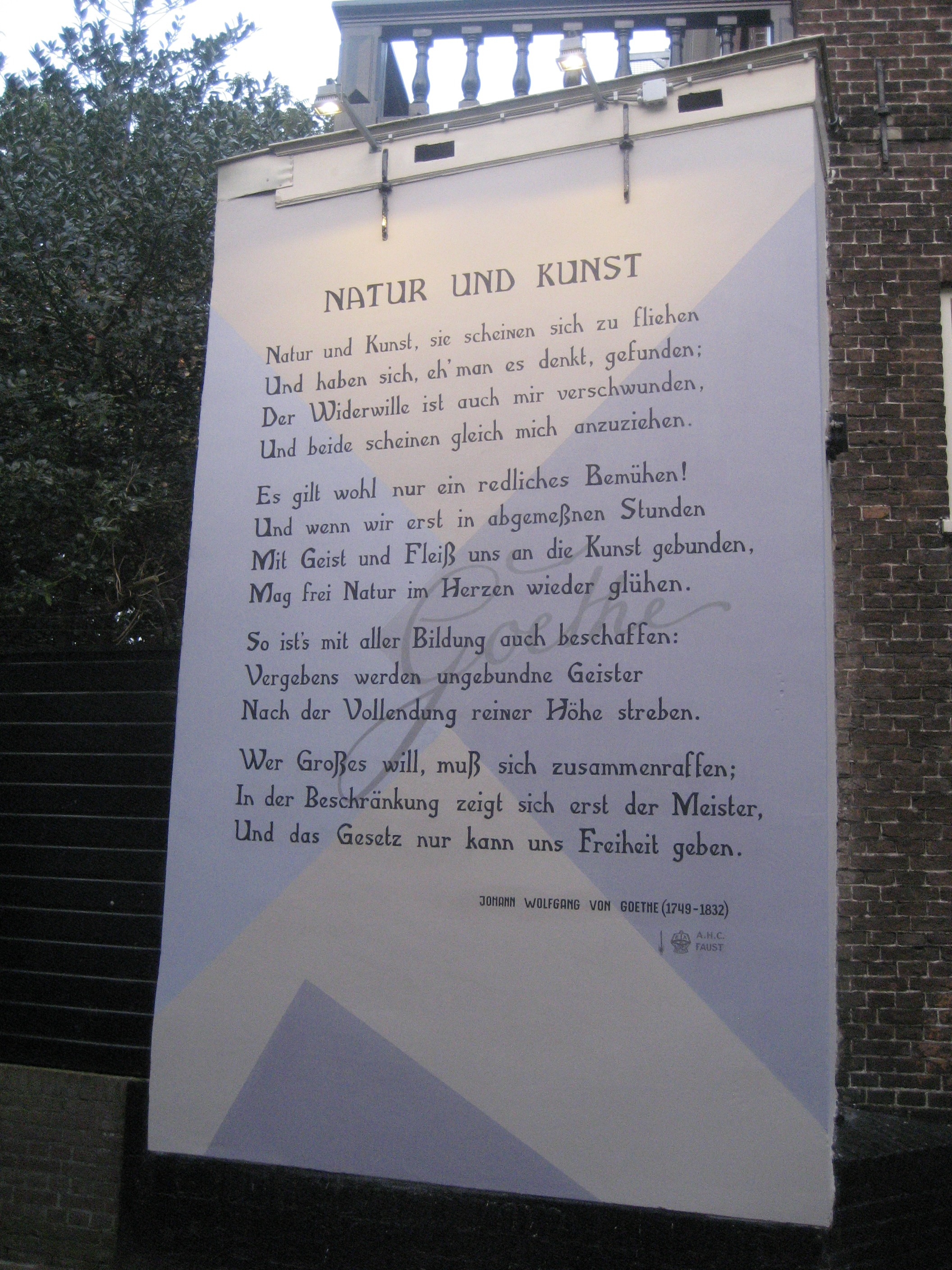
Goethes gedicht Natur und Kunst op een Leidse muur

In het kader van zijn pogingen om de mijnen in het Thüringer Woud opnieuw leven in te blazen, verhevigde Goethes interesse en zijn onderzoek van geologie en mineralogie en de natuurwetenschappen in het algemeen. Een voorbeeld is dat hij onderzoek deed naar plantenbiologie en optica. Het mineraal goethiet is vanwege zijn wetenschappelijke bijdragen naar hem vernoemd. Bij de bestudering van menselijke schedels ontdekte hij het tussenkaaksbeen, een bij de mens vergroeid stuk bot dat voordien alleen bij dieren was aangetroffen. Met deze ontdekking inspireerde hij later onder anderen Charles Darwin. Toch is Goethes verdienste voor de natuurwetenschappen niet zozeer het onderwerp van zijn onderzoekingen dan wel de hierbij gevolgde methode.
Goethe's wetenschappelijke werk werd erkend en serieus genomen door zijn hedendaagse collega's; hij had contact met gerespecteerde onderzoekers zoals Alexander von Humboldt, met wie hij in de jaren 1790 anatomische en galvanische experimenten ondernam, de chemicus Johann Wolfgang Döbereiner en de arts Christoph Wilhelm Hufeland, die van 1783 tot 1793 zijn huisarts was. Zijn geschriften, vooral de kleurentheorie, werden vanaf het begin controversieel besproken in de vakliteratuur; Naarmate de natuurwetenschappen zich ontwikkelden, werden de theorieën van Goethe grotendeels als achterhaald beschouwd. Het beleefde een tijdelijke renaissance vanaf 1859, het jaar waarin Charles Darwins werk On the Origin of Species werd gepubliceerd. Goethe's veronderstelling dat de levende wereld voortdurend verandert en dat organische vormen terug te voeren zijn op een gemeenschappelijke oorspronkelijke vorm, leidde ertoe dat hij werd beschouwd als een pionier op het gebied van evolutietheorieën.
Volgens de Duitse natuurkundige Carl Friedrich von Weizsäcker is Goethe er niet in geslaagd “de natuurwetenschap om te zetten in een beter begrip van haar eigen aard […]. Wij natuurkundigen vandaag de dag zijn [...] studenten van Newton en niet van Goethe. Maar we weten dat deze wetenschap geen absolute waarheid is, maar een specifieke methodologische procedure. ”
De Weimar Classic Foundation organiseerde van 28 augustus 2019 tot 16 februari 2020 de speciale tentoonstelling Adventures of Reason: Goethe and the Natural Sciences around 1800, waarvoor een catalogusbundel verscheen.

## Varia
- De liefde tussen Goethe en de 19-jarige Ulrike, die Goethe inspireerde tot de Marienbader Elegie (1823), werd door Martin Walser als onderwerp genomen voor zijn roman Ein liebender Mann.[11]
- Goethe heeft een recensie geschreven in de Frankfurter Gelehrten Anzeigen van het (anoniem) door Belle van Zuylen geschreven boek Le Noble, anomiem uitgegeven in het Duits onder de titel Die Vorzüge des alten Adels, Lemgo, Meyer, 1772.
- Goethe hield contact met Barbara Schulthess (1745-1818), een Zwitserse salonnière die hij ook meermaals zou ontmoeten. De originele versie van Goethes werk Wilhelm Meister is alleen bewaard gebleven in een kopie van Schulthess die pas in 1910 werd ontdekt.[12]
- Een bekend en vaak aangehaald citaat van Goethe luidt: In der Beschränking zeigt sich erst der Meister, als een vermaning tegen (te) lange en wijdlopige teksten. Hij schreef daarentegen echter eveneens: Daß du nicht enden kannst, das macht dich groß.

## Bibliografie

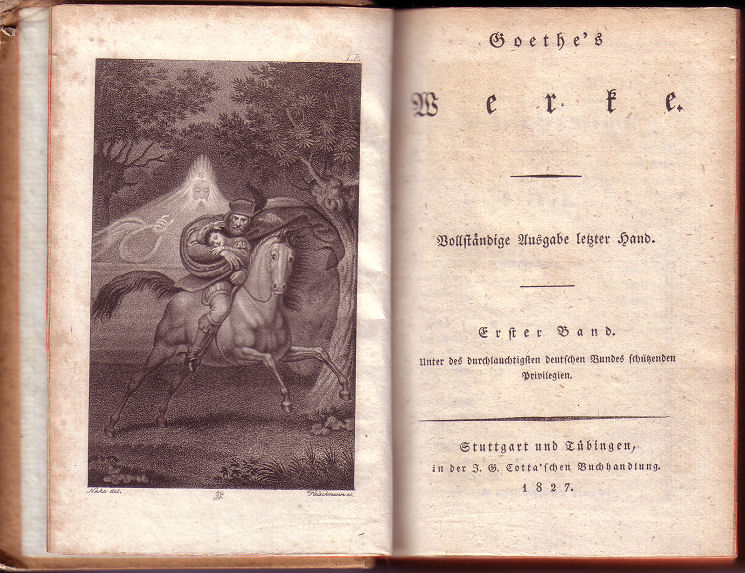
Titelpagina van Goethes werken, eerste boek, uitgave 1827